# Dolna Austria
Dolna Austria (niem. Niederösterreich) – kraj związkowy w północnej Austrii. Graniczy z Czechami, Morawami, Słowacją, Burgenlandem, Styrią, Górną Austrią oraz otacza kraj związkowy Wiedeń. Stolicą kraju związkowego jest miasto St. Pölten.
Krajobrazowo Dolna Austria dzieli się na:
- Weinviertel (poniżej Manhartsberga(inne języki)),
- Waldviertel (powyżej Manhartsberga),
- Mostviertel (powyżej Lasu Wiedeńskiego)
- Industrieviertel(inne języki) (poniżej Lasu Wiedeńskiego).

## Podział administracyjny
Dolna Austria składa się z czterech miast statutarnych (Statutarstadt) oraz 20 powiatów (Bezirk). W skład powiatów wchodzą 573 gminy, w tym 76 gmin miejskich (Stadt) oraz 327 gmin targowych (Marktgemeinde)
- Miasta statutarne:
  - Krems an der Donau – 51,66 km², 25 271 mieszkańców
  - St. Pölten – 108,44 km², 57 639 mieszkańców,
  - Waidhofen an der Ybbs – 131,56 km², 11 126 mieszkańców,
  - Wiener Neustadt – 60,94 km², 47 878 mieszkańców,
- Powiaty:
  - Amstetten – siedziba: Amstetten, 1187,73 km², 117 972 mieszkańców, 34 gminy
  - Baden – siedziba: Baden, 753,64 km², 149 580 mieszkańców, 30 gmin
  - Bruck an der Leitha – siedziba: Bruck an der Leitha, 703,11 km², 108 570 mieszkańców, 33 gminy
  - Gänserndorf – siedziba: Gänserndorf, 1271,40 km², 108 178 mieszkańców, 44 gminy
  - Gmünd – siedziba: Gmünd, 786,39 km², 35 939 mieszkańców, 21 gmin
  - Hollabrunn – siedziba: Hollabrunn, 1010,88 km², 52 058 mieszkańców, 24 gminy
  - Horn – siedziba: Horn, 784,00 km², 31 052 mieszkańców, 20 gmin
  - Korneuburg – siedziba: Korneuburg, 661,84 km², 392 983 mieszkańców, 20 gmin
  - Krems-Land – siedziba: Krems an der Donau, 923,92 km², 56 876 mieszkańców, 30 gmin,
  - Lilienfeld – siedziba: Lilienfeld, 931,65 km², 25 380 mieszkańców, 14 gmin
  - Melk – siedziba: Melk, 1013,56 km², 79 176 mieszkańców, 40 gmin
  - Mistelbach – siedziba: Mistelbach, 1 291,72 km², 77 120 mieszkańców, 36 gmin
  - Mödling – siedziba: Mödling, 276,99 km², 121 039 mieszkańców, 20 gmin
  - Neunkirchen – siedziba: Neunkirchen, 1146,92 km², 87 305 mieszkańców, 44 gminy
  - St. Pölten-Land – siedziba: St. Pölten, 1286,88 km², 134 046 mieszkańców, 45 gmin
  - Scheibbs – siedziba: Scheibbs, 1023,46 km², 42 006 mieszkańców, 18 gmin
  - Tulln – siedziba: Tulln an der Donau, 734,42 km², 109 009 mieszkańców, 22 gminy
  - Waidhofen an der Thaya – siedziba: Waidhofen an der Thaya, 669,03 km², 25 551 mieszkańców, 15 gmin
  - Wiener Neustadt-Land – siedziba: Wiener Neustadt, 969,84 km², 80 854 mieszkańców, 35 gmin
  - Zwettl – siedziba: Zwettl-Niederösterreich, 1399,90 km², 41 765 mieszkańców, 24 gminy

Trzy skrawki Dolnej Austrii, odłączone w 1920, należą dziś do Czech:
- Vitorazsko z miastem České Velenice – dawne północne przedmieścia Gmünd i okolice,
- Valticko z miastem Valtice – na południe od środkowej Dyi,
- tzw. trójkąt dyjski – obszar w widłach Dyi i Morawy.

Obszary te zostały przejściowo zjednoczone z ziemiami austriackimi w latach 1938-1945, gdy jako część Kraju Sudetów wcielono je do Okręgów (Reichsgau) Niederdonau i Oberdonau III Rzeszy.

## Zmiany administracyjne
- 1 stycznia 2017
  - zlikwidowanie powiatu Wien-Umgebung